# 霍迪内
51°31′24″N 34°13′16″E / 51.52333°N 34.22111°E
霍迪內（烏克蘭語：Ходине）是位於烏克蘭東北部的村莊，由蘇梅州紹斯特卡區的沙利希內市鎮負責管轄。該村處於拉普哈河畔，距離胡多韋1.5公里，海拔高度180米，2001年人口394。